# تئودور لوس
تئودور لوس (انگلیسی: Theodor Loos؛ ۱۸ مهٔ ۱۸۸۳ – ۲۷ ژوئن ۱۹۵۴) هنرپیشه اهل آلمان بود. از فیلم‌هایی که وی در آن نقش داشته است، می‌توان به ام و متروپلیس اشاره کرد.